# Daniel van den Queborn

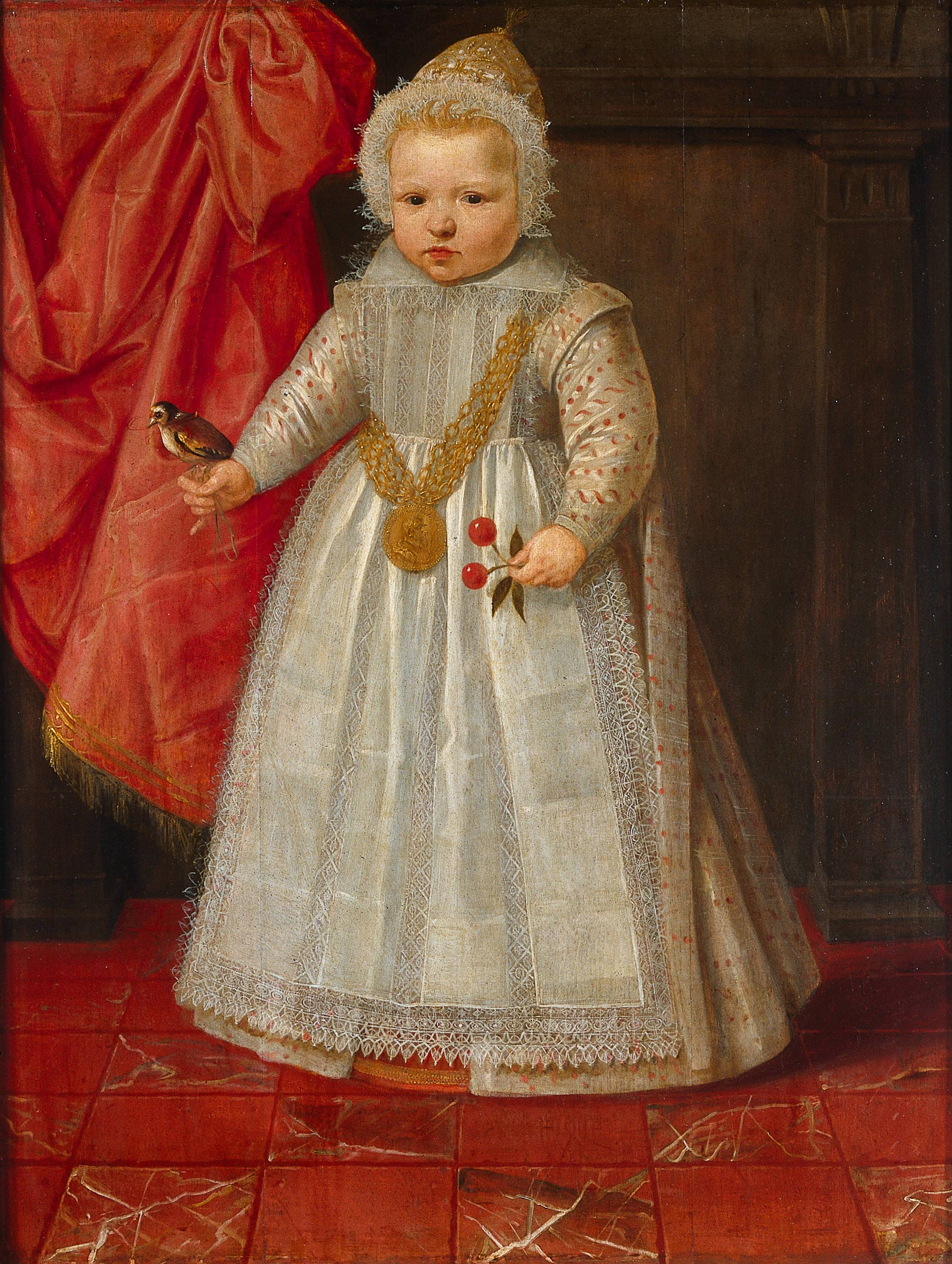
Een mannelijk kind, 18 maanden oud, mogelijk Lodewijk van Nassau-Beverweerd, de onwettige zoon van prins Maurits. De vogel op de hand symboliseert een toekomst als een valkenier, een sport gereserveerd voor de adel. Geschilderd door Daniël van den Queborn in 1604.

Daniël van den Queborn (Antwerpen, ca. 1552 – Den Haag(?), ca. 1602) was een kunstschilder uit de Nederlandse Gouden Eeuw. Zijn naam komt ook voor als Daneel Queborn, Daniël Queckborne, Daneel van den Queeborne, Daniël Queecborne, Daniël van den Queeckborne.

## Leven
Van den Queborn werd geboren in Antwerpen. Volgens het Rijksbureau voor Kunsthistorische Documentatie werd hij in 1577 lid van het Antwerpse Sint-Lucasgilde, maar verliet hij in 1579 de stad en werd lid van het gilde van Middelburg. In 1594 werd hij hofschilder van Prins Maurits. Hij overleed vermoedelijk in Den Haag.
- Biografisch Portaal: 24579696
- RKD-Nederlands Instituut voor Kunstgeschiedenis: 65217
- Union List of Artist Names: 500000504
- Virtual International Authority File: 95683688